# Rosa elymaitica
Rosa elymaitica es una especie de planta del género Rosa, de la familia Rosaceae.

## Taxonomía
Rosa elymaitica fue descrita por Boiss. y Hausskn. en 1872.

## Distribución
Se encuentra en el territorio de Irán, Irak y Turquía.